# Profiljern
Profiljern er en samlebetegnelse for jernelementer, typisk i metermål, der er formet som to eller flere flader, der sidder på hinanden i vinkler, såsom vinkeljern, H-jern, U-profiler og andre lignende sammensætninger. Dette som modsætning til eksempelvis fladjern eller rundjern.
De forskellige profiler har forskellige brugsområder og egenskaber, men grundtanken er, at den ene side i profilen kan afstive den anden, således at strukturen ikke fjedrer eller bøjer for meget. 
Profiljern anvendes primært til bærende konstruktioner i byggeri, biler, vogne og skibe, hvor man tidligere ville have benyttet en massiv træbjælke eller en bjælke af limtræ. Som handelsbetegnelse bruges også profilstål.